# Lamb Holm
Lamb Holm es una isla perteneciente al grupo sur del archipiélago de las Órcadas, en Escocia. La isla está conectada a Mainland y Glimps Holm por medio de las Churchill Barriers. En la isla se encuentra la Capilla Italiana, que data de la Segunda Guerra Mundial y fue construida por los prisioneros de guerra italianos, quienes también construyeron las Churchill Barriers.
- Datos: Q2449390
- Multimedia: Lamb Holm / Q2449390